# Tobias Øgrim
Tobias Immanuel Øgrim, född 1886 i Sicklaö socken, Stockholms län, död 11 november 1962 i Oslo, var en svensk-norsk frälsningsofficer. 
Han var son till Frälsningsarméns kommendör Sven Johan Ögrim och dennes första hustru Hulda Karolina Bernhardina "Dina" Lindvall. År 1905 reste Tobias Ögrim till Frälsningsarméns internationella krigsskola i London. Efter utbildningen fick han uppgifter som frälsningsofficer i England, Japan och flera europeiska länder. Han blev som sin far kommendör i Frälsningsarmén, och var ledare för Frälsningsarmén i Norge 1945–1948 och i Sverige 1951–1956. Under tiden som ledare i Norge gjorde han betydelsefulla insatser i hjälparbetet i de norra delarna av det krigshärjade landet.

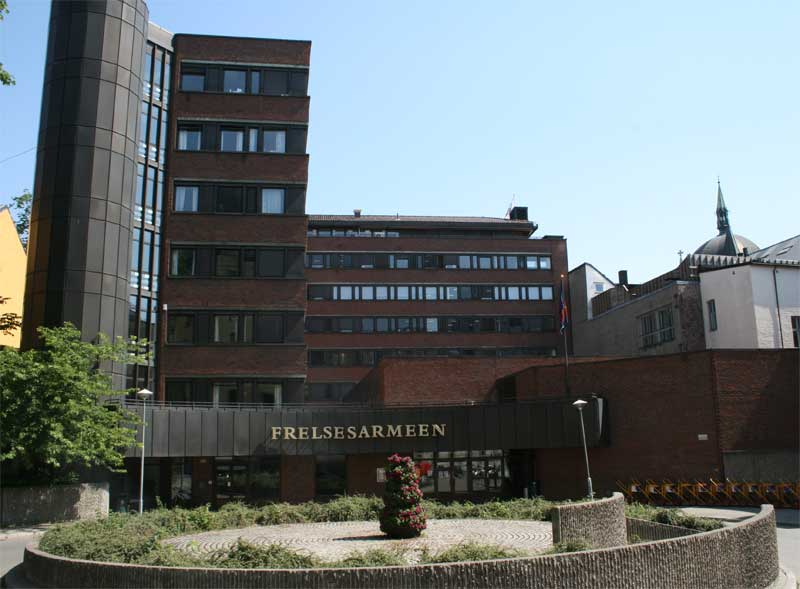
Kommandør T. I. Øgrims plass utanför Frälsningsarméns högkvarter i Oslo

Kommandør T. I. Øgrims plass utanför Frälsningsarméns högkvarter vid Berhard Getz gate i Oslo är uppkallad efter honom.
Ögrim är farfar till den norske författaren Tron Øgrim, och morfars far till de kontroversiella norska hiphop-artisterna Aslak och Elling i Gatas Parlament.